# Liste der Monuments historiques in Écordal
Die Liste der Monuments historiques in Écordal führt die Monuments historiques in der französischen Gemeinde Écordal auf.

## Liste der Objekte
| Bezeichnung                   | Beschreibung           | Standort                     | Kennzeichnung | Schutzstatus | Datum | Bild |
| ----------------------------- | ---------------------- | ---------------------------- | ------------- | ------------ | ----- | ---- |
| Grabstein für Jacques d’Ivory | Stein, 16. Jahrhundert | in der Kirche St-Rémi (Lage) | PM08000181    | Classé       | 1908  |      |
| Kruzifix                      | Holz, 16. Jahrhundert  | in der Kirche St-Rémi (Lage) | PM08000891    | Inscrit      | 1975  |      |